# Nulvi
Nulvi là một đô thị ở tỉnh Sassari trong vùng Sardinia, có khoảng cách khoảng 180 km về phía bắc của Cagliari và cách khoảng 20 km về phía đông bắc của Sassari. Tại thời điểm ngày 31 tháng 12 năm 2004, đô thị này có dân số 2.983 người và diện tích là 67,7 km².
Nulvi giáp các đô thị: Chiaramonti, Laerru, Martis, Osilo, Ploaghe, Sedini, Tergu.